# CHL Top Draft Prospect Award

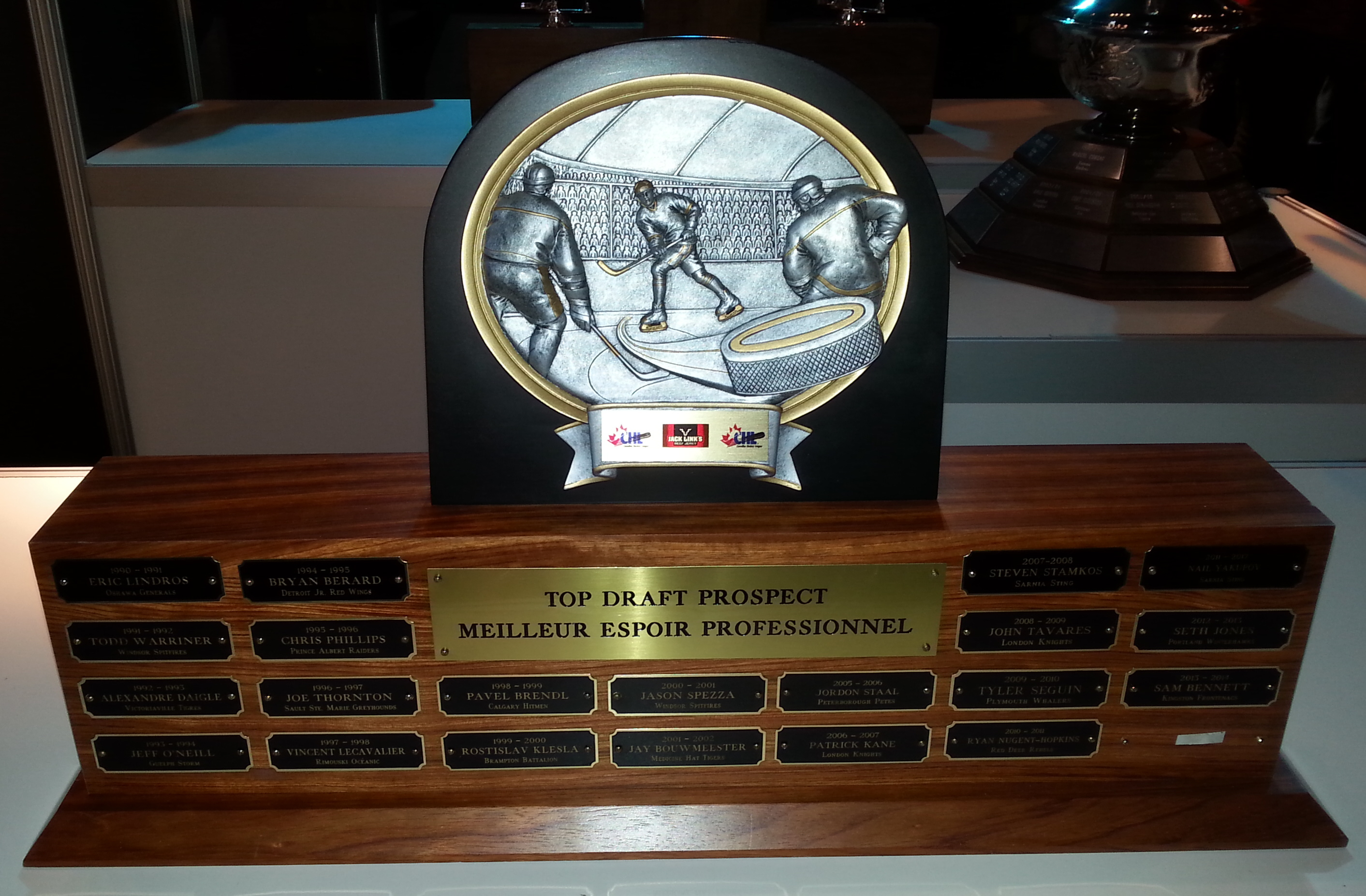
Der CHL Top Draft Prospect Award ausgestellt beim Memorial Cup 2015

Der CHL Top Draft Prospect Award ist eine Auszeichnung der Canadian Hockey League. Er wird seit Ende der Saison 1990/91 jährlich an das von den Franchises der National Hockey League begehrteste Talent, das im NHL Entry Draft zur Auswahl steht, vergeben. Der Gewinner des Awards ist jedoch nicht automatisch der höchste Draft-Pick der drei großen kanadischen Juniorenligen.
Zwischen den Spielzeiten 2002/03 und 2004/05 wurde die Auszeichnung nicht vergeben.

## Gewinner
| Jahr    | Spieler             | Team                         | Liga           |
| ------- | ------------------- | ---------------------------- | -------------- |
| 2024/25 | Matthew Schaefer    | Erie Otters                  | OHL            |
| 2023/24 | Cayden Lindstrom    | Medicine Hat Tigers          | WHL            |
| 2022/23 | Connor Bedard       | Regina Pats                  | WHL            |
| 2021/22 | Shane Wright        | Kingston Frontenacs          | OHL            |
| 2020/21 | nicht vergeben      | nicht vergeben               | nicht vergeben |
| 2019/20 | Alexis Lafrenière   | Rimouski Océanic             | QMJHL          |
| 2018/19 | Bowen Byram         | Vancouver Giants             | WHL            |
| 2017/18 | Andrei Swetschnikow | Barrie Colts                 | OHL            |
| 2016/17 | Nolan Patrick       | Brandon Wheat Kings          | WHL            |
| 2015/16 | Pierre-Luc Dubois   | Cape Breton Screaming Eagles | QMJHL          |
| 2014/15 | Connor McDavid      | Erie Otters                  | OHL            |
| 2013/14 | Sam Bennett         | Kingston Frontenacs          | OHL            |
| 2012/13 | Seth Jones          | Portland Winterhawks         | WHL            |
| 2011/12 | Nail Jakupow        | Sarnia Sting                 | OHL            |
| 2010/11 | Ryan Nugent-Hopkins | Red Deer Rebels              | WHL            |
| 2009/10 | Tyler Seguin        | Plymouth Whalers             | OHL            |
| 2008/09 | John Tavares        | London Knights               | OHL            |
| 2007/08 | Steven Stamkos      | Sarnia Sting                 | OHL            |
| 2006/07 | Patrick Kane        | London Knights               | OHL            |
| 2005/06 | Jordan Staal        | Peterborough Petes           | OHL            |
| 2004/05 | nicht vergeben      | nicht vergeben               | nicht vergeben |
| 2003/04 | nicht vergeben      | nicht vergeben               | nicht vergeben |
| 2002/03 | nicht vergeben      | nicht vergeben               | nicht vergeben |
| 2001/02 | Jay Bouwmeester     | Medicine Hat Tigers          | WHL            |
| 2000/01 | Jason Spezza        | Windsor Spitfires            | OHL            |
| 1999/00 | Rostislav Klesla    | Brampton Battalion           | OHL            |
| 1998/99 | Pavel Brendl        | Calgary Hitmen               | WHL            |
| 1997/98 | Vincent Lecavalier  | Rimouski Océanic             | QMJHL          |
| 1996/97 | Joe Thornton        | Sault Ste. Marie Greyhounds  | OHL            |
| 1995/96 | Chris Phillips      | Prince Albert Raiders        | WHL            |
| 1994/95 | Bryan Berard        | Detroit Junior Red Wings     | OHL            |
| 1993/94 | Jeff O’Neill        | Guelph Storm                 | OHL            |
| 1992/93 | Alexandre Daigle    | Victoriaville Tigres         | QMJHL          |
| 1991/92 | Todd Warriner       | Windsor Spitfires            | OHL            |
| 1990/91 | Eric Lindros        | Oshawa Generals              | OHL            |